# 増山正直
増山 正直（ましやま まさよし）は、江戸時代後期の伊勢国長島藩の世嗣。官位は備中守。

## 略歴
6代藩主・増山正寧の次男として誕生。正室は松平忠翼の娘。
兄・正照の夭逝により世嗣として育てられたが、家督相続前の天保3年（1832年）に24歳で早世した。ほかに6人の男子の兄弟があったが、いずれも若くして逝去しており、出羽国庄内藩から正修が養子に迎えられて嫡子となった。